# 三郷村 (長野県)

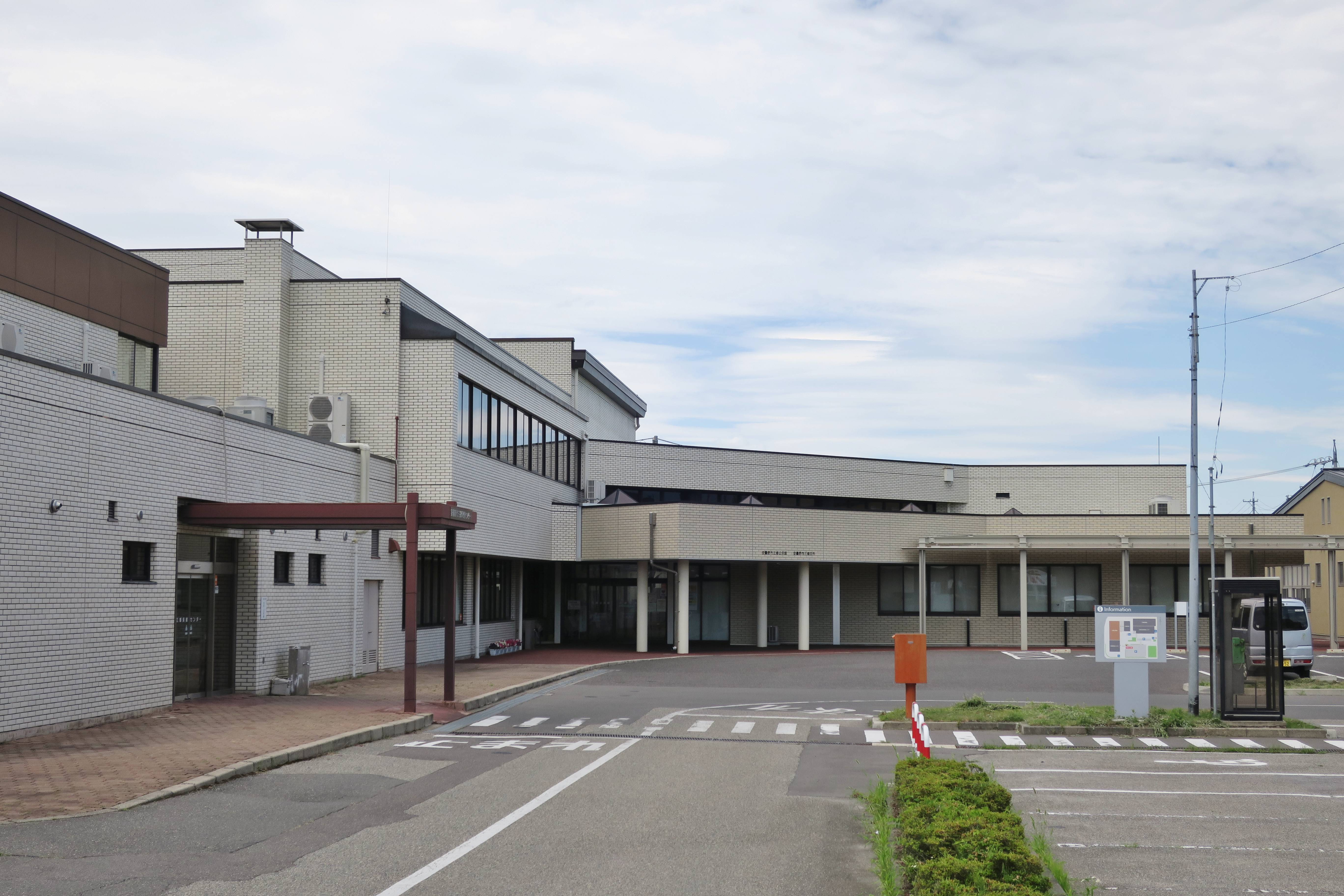
安曇野市三郷支所

三郷村（みさとむら）は、長野県にかつて存在していた村である。

## 地理

### 隣接していた自治体
- 松本市
- 南安曇郡 豊科町、堀金村

## 歴史
- 1954年（昭和29年）6月1日 - 温村・明盛村・小倉村が合併して発足。
- 1959年（昭和34年）8月1日 - 上中萱飛地が堀金村に編入。
- 2005年（平成17年）10月1日 - 豊科町・穂高町・堀金村・明科町と合併して安曇野市が発足。同日三郷村廃止。

## 姉妹都市・友好都市
いずれも「三郷」の地名を縁とする友好都市があった。

### 日本国内
- 三郷市（埼玉県）[1][2]
  - 1984年9月22日 - 友好都市提携[1]
  - 1986年10月18日 - 奈良県三郷町を加え3市町村で友好都市提携[1]

三郷市（みさとし）と同じ自治体名の縁から交流を開始。のち奈良県三郷町（さんごうちょう）も加え「三郷友好都市交流推進協議会」を組織し交流。友好都市協定は安曇野市で再確認された。
- 三郷町（奈良県）[3][4]
  - 1986年10月18日 - 友好都市協定[3][4]

同じ自治体名の縁から交流を開始。埼玉県三郷市とともに「三郷友好都市交流推進協議会」を組織し交流。友好都市協定は安曇野市で再確認された。

### 日本国外
- 三郷鎮（中華人民共和国遼寧省。現在の五三街道（中国語版））[5]
  - 1998年5月28日 - 友好村郷提携[5]

旧三郷村が国際交流先を探していたところ、遼寧省の三郷鎮を紹介され（なお、これ以前の1988年に三郷中学校と遼寧省海城市の海城第二中学校が友好姉妹校提携を結んでいた）、同名の縁で友好村郷提携を締結。安曇野市となって以降は民間交流の形で継続。

## 交通

### 鉄道
東日本旅客鉄道
大糸線
一日市場駅 - 中萱駅

## 名所・旧跡

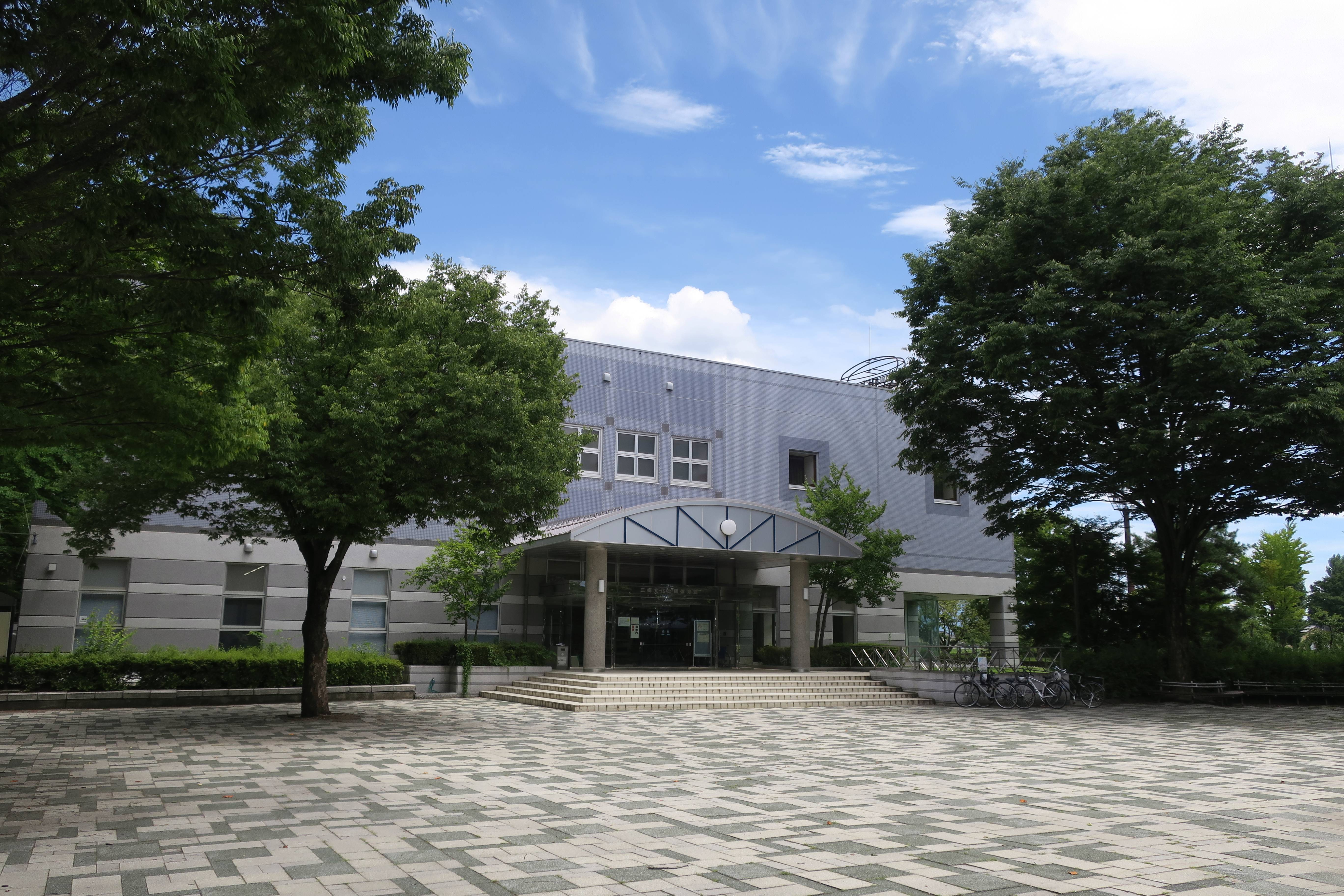
三郷文化公園体育館

- 室山アグリパーク
- 安曇野みさと温泉・ファインビュー室山
- 室山池
- 貞享義民記念館
- 貞享義民社等史跡回廊公園
- 平福寺
- 黒沢の滝
- 北沢美林
- 三郷文化公園